# 北オンタリオ地方
北オンタリオ地方（英：Northern Ontario）は、カナダのオンタリオ州北部の地方行政区。さらに、北オンタリオ地方は、北西オンタリオ地方と北東オンタリオ地方の二つに分割される。

## 地理
| 母語話者（北オンタリオ地方）2011 | 母語話者（北オンタリオ地方）2011 | 母語話者（北オンタリオ地方）2011 | 母語話者（北オンタリオ地方）2011 | 母語話者（北オンタリオ地方）2011 |
| -------------------------------- | -------------------------------- | -------------------------------- | -------------------------------- | -------------------------------- |
|                                  |                                  |                                  |                                  |                                  |
| 英語                             | 英語                             |                                  | 73.94%                           | 73.94%                           |
| フランス語                       | フランス語                       |                                  | 17.40%                           | 17.40%                           |

オンタリオ州の総面積の87%を占めるが、人口は73万人と少ない。カナダ国内で最も人口が多い南オンタリオ地方と対照的に、人口希薄地帯でヒューロン湖、スペリオル湖の北方に位置している。一部地域は南オンタリオ地方に含まれることがある。フランス語が公用語になってないオンタリオ州の中では異質で、2011年の統計によると北オンタリオ地方の17.6%がフランス語を母語としており、特に北東オンタリオ地方では全人口の25%がフランス語を第一言語としており、オタワとその周辺地域と並び、フランコオンタリオンの拠点地域とされる。そのため、行政サービスや教育ではフランス語も用いられ、カナダで有数のバイリンガルな地域となっている。州最大の都市は北東オンタリオ地方のサドバリーで人口は16万人ほどであり、北西オンタリオ地方に属するサンダーベイがこれに続く。人種構成は白人が85.6%と多数を占めるほか、先住民が12.8%を占めている。
政治的に、単独の州としてオンタリオ州からの独立論やマニトバ州への編入などの動きもある。

## 主な都市・町
北オンタリオ地方は9つの都市とその他の小さな自治体（町）に分かれている。（）内はフランス語を母語とする割合。

### 北東オンタリオ地方
- 都市
  - サドバリー（Greater Sudbury）-  160,274人（28.2%）
  - スーセントマリー （Sault Ste. Marie）-  75,141人（4.1%）
  - ノースベイ （North Bay）-  53,651人（16.3%）
  - ティミンズ （Timmins）-  43,165人（39%）
  - エリオットレイク （Elliot Lake）-  11,348人（17.2%）
  - ティミスカミングショアーズ （Temiskaming Shores）-  10,732人（31.2%）

- 主な町
  - カプスケーシング （Kapuskasing） -  8,196人（68%）
  - カークランド・レイク （Kirkland Lake） -  8,133人（16.2%）
  - コクレーン （Cochrane） -  5,340人（43.8%）
  - エスパノーラ （Espanola） -  5,364人（18.2%）
  - ハースト （Hearst） -  5,090人（93.7%）

### 北西オンタリオ地方
- 都市
  - サンダーベイ（Thunder Bay）-  108,359人（2.6%）
  - ケノーラ （Kenora）-  15,348人
  - ドライデン （Dryden）-  7,617人

- 主な町
  - フォートフランシス （Fort Frances） -  7,952人
  - スー・ルックアウト （Sioux Lookout） - 5,037人

## 教育
4つの大学があり、ローレンシャン大学は英語とフランス語の二言語で授業が行われている。その他、フランス語で教育する学校が多くある。
- ローレンシャン大学 （サドバリー）
- ニピシング大学 （ノースベイ）
- レイクヘッド大学 （サンダーベイ）
- アルゴマ大学 （スーセントマリー）

## 交通

### 航空
地区内最大の空港はサンダーベイ国際空港、その他、サドバリー空港、スー・セント・マリー空港など各地に空港がある。

### 鉄道
- アルゴマ・セントラル鉄道（スー・セント・マリー～ハースト）
- VIA鉄道（カナディアン号（バンクーバー～ウィニペグ～サドバリー～トロント）、レイク・スペリオル号（ホワイトリバー ～サドバリー）
- オンタリオ・ノースランド列道（コクレーン～ムースニー/ノースベイ～テマガミ）